# Hadena lithaphania
Hadena lithaphania là một loài bướm đêm trong họ Noctuidae.